# Делото McLibel
Делото на „Макдоналдс“ срещу Морис и Стийл е сред най-дългите юридически процеси в британската история.
След почти 10-годишно дело, процесът срещу „Макдоналдс“ е спечелен на 15 февруари 2005 г. пред Европейския съд по правата на човека от английските еколози Дейвид Морис и Хелън Стийл. Заключението на Европейския съд е, че някои страни на процеса са в противоречие с Декларацията за човешки права.
През 1986 г. група от еколози от лондонската организация на Greenpeace (която не е част от международната Greenpeace) обвиняват американската компания и публикуват в многоброен тираж брошура, озаглавена „Какво не е наред в „Макдоналдс“: всичко, което те не искат вие да знаете“, и я раздават на случайни граждани.
Брошурата съдържа остри обвинения за лошо качество на продаваната храна, експлоатация на служителите, вредни за децата методи на маркетинг, жестоко отношение към животните, прахосничество и замърсяване на околната среда поради използваните от компанията опаковки за еднократна употреба и частична вина за изсичането на южноамериканските гори.
Cтановището на „Макдоналдс“ и неговите защитници в това дело е че всички критики, отправени срещу тях, са неверни и критиките относно качеството на храната и съмнителните практики на експлоатация на човешки труд, са преувеличени.